# Kim Myong-won
Dans ce nom coréen, le nom de famille, Kim, précède le nom personnel.
Kim Myong-won (coréen : 김명원), né le 15 juillet 1983 à Pyongyang, est un footballeur international nord-coréen. Il évolue de 2002 à 2011 au Amrokgang SG dans le championnat national nord-coréen au poste d'attaquant.